# Federación Nacional de Partidos de Centro
La Federación Nacional de Partidos de Centro (FNPC) o Federación de Partidos de Centro (FPC) fue una federación de partidos políticos provinciales de tendencia conservadora de Argentina creada en 1958 con el fin de actuar nacionalmente. La Federación se disolvió en 1966.

## Historia
El antecedente inmediato de la Federación de Partidos de Centro fue el Partido Demócrata Nacional (PDN) liderado por Robustiano Patrón Costas, que fue la fuerza principal de la alianza Concordancia, que gobernó el país entre 1932 y 1943, recurriendo sistemáticamente al fraude electoral. El PDN, con muchos conflictos internos entre los sectores abstencionistas y concurrencistas del partido, se disgregó en 1956, meses luego de la Revolución Libertadora, en varios partidos provinciales, que mantuvieron cierta importancia en provincias como Corrientes, Mendoza y Córdoba, pero que carecieron de capacidad de acción nacional.
Ante la dispersión de las fuerzas conservadoras en las elecciones presidenciales de 1958, el 8 de noviembre de 1958 varios partidos conservadores provinciales fundaron la Federación Nacional de Partidos de Centro. Entre los partidos fundadores estuvieron el Partido Demócrata de Buenos Aires, el Partido Demócrata de Mendoza y el Partido Demócrata de Córdoba.
Su mejor desempeño nacional se produjo en las elecciones presidenciales de 1963, oportunidad en la que impulsó la candidatura de Emilio Olmos (hijo), obteniendo 36 electores (7,5%), sobre un total de 476 electores. La FNPC y otras fuerzas, en esa ocasión llegó a un acuerdo con la Unión Cívica Radical del Pueblo y votaron en el Colegio Electoral por la candidatura de Arturo Illia, que logró así ser elegido presidente.
La Federación fue presidida sucesivamente por Julio César Cueto Rúa, Adolfo A. Vicchi, Emilio J. Hardoy y Carlos E. Aguinaga. Luego del golpe de Estado que derrocó al presidente Arturo Illia en 1966, la FNPC se disolvió.